# 669 (format pliku)
669 – rozszerzenie formatu modułu muzycznego MOD. Pojawił się wraz z trackerem 669 Composer na PC.

## Innowacje w stosunku do formatu MOD
Format 669 wprowadza następujące nowe elementy:
- lista odtwarzania:
  - każda pozycja posiada własne ustawienia tempa,
  - każda pozycja ma własną długość (a dokładniej miejsce, w której odtwarzanie zostaje przerwane),
- próbki dźwiękowe:
  - maksymalna liczba zwiększona do 64-ech,
  - maksymalna długość zwiększona do 232,
- patterny:
  - liczba ścieżek zwiększona do ośmiu,
  - zubożone efekty.